# Denver Nuggets (1949–1950)
Denna artikel handlar om det ursprungliga Denver Nuggets, och ska inte förväxlas med det nuvarande NBA-laget Denver Nuggets.
Denver Nuggets var en basketklubb från Denver i Colorado som bildades 1948 och upplöstes 1950, som spelade i National Basketball League (NBL) och National Basketball Association (NBA) under slutet av 1940-talet och början av 1950-talet och var det första professionella idrottslaget i Colorado.

## Historia
Denver Nuggets spårar sina rötter tillbaka till 1938 då det ursprungliga Amatör Nuggets bildades som en av medlemmarna i friidrottsförbundet. Ledda av spelaren/tränaren "Jumping Jack" McCracken var Nuggets ett av de bästa basketlagen i landet genom att vinna AAU mästerskapet 1939 och förlora det 1940 till Phillips 66ers i Oklahoma. År 1948 spelade Denver Nuggets i National Basketball League (NBL), som blev den första professionella basketserien för Nuggets. I detta 1948/1949 års lag ingick bland annat Morris Udall, mest känd för sin tjänstgöring i USA:s representanthus 1961 till 1991. Nuggets spelade i NBL säsongen 1948/1949 och när NBL slogs ihop med den rivaliserande basketligan BAA 1949 och bildade National Basketball Association flyttade laget till NBA som ett av sex lag från NBL. Nuggets, som var det västligaste laget i NBA, leddes av spelaren/tränaren Jimmy Darden, en stjärnaguard som gick med i Amatör Nuggets efter att ha lämnat armén som en andra världskrigetveteran 1946. Laget drog sig ur NBA efter bara en säsong med 11 segrar och 51 förluster och en sista plats i Western Division. När laget upplöstes 1950 lämnade de Colorado utan några sportklubbar i de större sporterna fram till dess att Denver Broncos 1960 anslöt till AFL.